# 優希比呂
優希 比呂（ゆうき ひろ、1965年2月13日 - ）は、日本の男性声優。グリーンノート所属。東京都大田区蒲田出身、千葉県育ち。旧芸名は結城 比呂（読みは同じ）。本名の露崎 照久（つゆざき てるひさ）の名で活動していたこともある。

## 来歴
幼稚園の頃まで東京都大田区蒲田に住んでおり、その後千葉県に引っ越す。
子供の頃の夢は、東京都にいた時から家が八百屋をしていたため、家を継ぐ・父親の跡を継ぐというのがまず一つの夢で、もう一つの夢は日本国有鉄道の京浜東北線の運転手になりたかったという。
千葉県に引っ越してからの小学生の頃に木の実ナナ、細川俊之による『ショーガール』をテレビの劇場中継を見て「楽しそうだな」と強く印象を持って役者を志す。中学生の頃には「この道へ進みたい」と考えていたが、中学高校時代は演劇部も放送部がなく「大学へ行ったら必ず」と考えていた。元々機械いじりなど図面を引くのが好きで、工業高校に進学。
高校生の時に一度だけ、渋谷エピキュラスで舞台を見ていた。そこに出演していた役者の中に水島裕、戸田恵子、玄田哲章などの声優が出演しており、そのパンフレット見て、「ああそうか、アニメの吹き替えをやってらっしゃる…アニメの声優が舞台もやるんだ」と知った。当時は「声をあてるなんて大変だろうなー、でも、僕は舞台やるんだから、アニメの声優なんて関係ないや」と思ったという。
大学の演劇部を見学に行ってもピンとこなず、高校卒業後、大学に進学と同時に劇団樹間舎に入団し、舞台俳優として活動。ロシア戯曲等を経験する。初舞台は『イルクーツク物語』。
夢への第一歩を踏み出し、数年間は無我夢中で取り組んでいた。しかしある日舞台に立っていると、掴み所が無くなってしまった。演出家の言うことが理解できず、演出家がダメ出しをするその価値基準が見えす、「何でこれが良くて、何でこれがダメなのかわからなくなった」とのこと。次第に「どうしたら人に喜んでもらえる芝居ができるんだろうか?」と責任の重さに耐え切れなくなり、芝居の基本からやり直すため、劇団の先輩に相談し、芝居の基本である台詞を勉強するために東京アニメーター付属養成所に入ることを進められる。挫折せずに役者の道を続けることができ、声優というもう一つの世界が広がったことから2000年時点でもその先輩には感謝しているという。
声優デビューはOVA『シャーロックホームズ 赤の怪事件』の吹き替え。声優活動を開始した頃は戸惑いがあり、今まで舞台でしていたことは通用しない世界で、「声優は僕には向かないんじゃないか」と感じていた。「やることなすことすべてが舞台とは違う」と思い、このまま続けられるか不安だったといい、2000年時点でもその不安は持っているという。元々コンプレックスが強く、声優の仕事をし始めて、少し聞きなれるようになった。ないものねだりをしないで、手持ちのものに磨きをかけて、「それが客に受けられるなら、いいのではないか」と思い、その後は力を入れるようになったという。
賢プロダクションを経て、2007年6月1日に結城比呂から優希比呂と改名し、フリーとして主に声優養成所での講師として活動。
2022年8月、写真週刊誌FLASHによって元教え子との不倫が報じられた。本人は記事に関し、法的措置を執ることを検討していると発表したが、その後の結果報告はされていない。
2025年7月31日付でグリーンノートに所属。

## 人物
声種はテノール。高音域の声で、二枚目役、善人役、少年役を多くこなす。
『覇王大系リューナイト』にて主人公のアデュー・ウォルサム役のオーディションに合格した時は呆然としてしまった。演出家が厳しく教えてくれたことには感謝しており、無我夢中で体当たりするしかなかった。キャラクターが口を大きく開けて大声で怒鳴っていると、同じように口を大きく開けるなど、体を使って演じることしか考えられなかったという。力の配分ができずに張りきり過ぎてしまい、その結果声が潰れ、病院で喉に筋肉注射のようなものを打ってもらったという。熱血漢役をくれたのは幸運だったと語り、そのおかげで色々な役を演じるなど、この番組が叫び水になり、その後は色々なチャンスに恵まれたという。
オーディションにはたくさん落ち、落ちるほうが圧倒的に多く、合格したものは片手で済んでしまうくらいの数だった。しかし「声優をやめてしまおうか」と気持ちは無く、「難しいな」、「どうやったら役がもらえるのか」と、真剣に考え悩みもしていた。この仕事が好きだったということもあったが、負けず嫌いだったことから「悔しい」という思いが原動力になっていたという。アフレコの前日の夜は、作品のイメージを当日まで守るために電話の音を消してしまうことがある。
趣味・特技は読書。免許は自動二輪免許、第一種普通免許、製図検定二級。

## 出演
太字はメインキャラクター。

### テレビアニメ
1989年
- 昆虫物語 みなしごハッチ（1989年 - 1990年、バッタ、コガネムシ、バッタ(C)、クマバチ(3)、アリ(B)、コオロギの男、スズメバチ(A)）

1991年
- 美味しんぼ（マサシ）
- 魔法のエンジェルスイートミント（ボストン）

1992年
- 風の中の少女 金髪のジェニー（ロバート）
- クレヨンしんちゃん（1992年 - 2009年、ジロー、男子学生、高井夢男、マサヒコ、フラワー男爵 他）
- 超電動ロボ 鉄人28号FX（ハンス、コラン）
- みかん絵日記（カルマ）

1993年
- コボちゃん
- ドラゴンボールZ（1993年 - 1996年、シャプナー、キーラ、デンデ）
- 忍たま乱太郎（1993年 - 2018年、山田利吉〈初代〉、在庫高腹、伊賀崎孫兵〈初代〉、早すぎた天才）
- ムカムカパラダイス（1993年 - 1994年、川太）
- 勇者特急マイトガイン（ユリウス）
- 若草物語 ナンとジョー先生（エミル・ホフマン）
- 笑ゥせぇるすまん（青菜仁志夫）

1994年
- キャプテン翼J（岬太郎〈青年期〉）
- 3丁目のタマ うちのタマ知りませんか?（たけし）
- ドラえもん（テレビ朝日版第1期）（町奴B）
- 覇王大系リューナイト（1994年 - 1995年、アデュー）
- 勇者警察ジェイデッカー（1994年 - 1995年、幾何井田美夜、ドリルボーイ）

1995年
- 愛天使伝説ウェディングピーチ（リオ魔）
- H2（森谷）
- 新世紀エヴァンゲリオン（日向マコト）
- 獣戦士ガルキーバ（テディアム、プリンス・ザザ）
- それいけ!アンパンマン（1995年 - 2008年、ベッドくん〈初代〉、だいりくん〈初代〉、とうふくん〈初代〉、クラッカーくん〈2代目〉）
- ナースエンジェルりりかSOS（ループ）
- バーチャファイター（ゲイツ）
- 爆れつハンター（シリウス）
- モジャ公（生徒、カッパー）
- ヤンボウ ニンボウ トンボウ（シューク）

1996年
- 赤ちゃんと僕（藤井昭広）
- 家なき子レミ（リカルド）
- 地獄先生ぬ〜べ〜（第四コースの幽霊）
- シンデレラ物語（メルビル）
- スレイヤーズNEXT（アルフレッド）
- ドラゴンボールGT（1996年 - 1997年、デンデ）
- のらねこダウンタウン（ペロン）
- VS騎士ラムネ&40炎（ブラック・ラムネス〈Bラムネス〉）
- 爆走兄弟レッツ&ゴー!!（1996年 - 1997年、バンテッツ・英介、カルロ） - 2シリーズ
- 勇者指令ダグオン（1996年 - 1997年、風祭翼〈ヨク〉 / ウイングヨク / ダグウイング）

1997年
- 吸血姫美夕（茂利浩市）
- 少女革命ウテナ（ディオス）
- 忍者デキャップ（紀伊国屋小樽）
- はれときどきぶた（ナベシン、ナベシンのおやじ 他）
- ポケットモンスター（ドリオ）
- 手塚治虫の旧約聖書物語（ダビデ）
- HARELUYA II BØY（本城勇一）
- マッハGoGoGo（沢村涼）
- るろうに剣心 -明治剣客浪漫譚-（1997年 - 1998年、龍之介、霊水）

1998年
- ヴァイスクロイツ（1998年 - 2002年、ペルシャ / 鷹取衛 / オミ〈月夜野臣〉） - 2シリーズ
- Only・You ビバ!キャバクラ（イサム）
- グランダー武蔵RV（カール・アマン）
- 夢で逢えたら（フグ野マスオ）
- LEGEND OF BASARA（ハヤト）

1999年
- アークザラッド（アーク）
- 仙界伝 封神演義（太公望）
- 地球防衛企業ダイ・ガード（墨田洋介）
- 爆球連発!!スーパービーダマン（伊集院圧政）

2000年
- 人形草紙あやつり左近（九条英名）
- 週刊ストーリーランド（矢右衞門の弟子2、貞吉、強盜B、慎吾）

2001年
- ゴーゴー五つ子ら・ん・ど（森野ひのき）
- スクライド（来夏月爽）
- スターオーシャンEX（クロード・C・ケニー）

2002年
- あたしンち（2002年 - 2006年、TVの息子、男性、貴公子）
- Witch Hunter ROBIN（マイケル・リー）
- 機動戦士ガンダムSEED（クロト・ブエル）
- GetBackers-奪還屋-（魔神綺女）
- 爆闘宣言ダイガンダー（ジョン・ビッグマネー）

2003年
- 爆転シュート ベイブレード Gレボリューション（ミハエル）

2004年
- とっとこハム太郎（薫先生）
- 頭文字D Fourth Stage（慎一）
- B-伝説! バトルビーダマン（カイン）
- BLEACH（若い死神）
- ボボボーボ・ボーボボ（ライス、クマ6号）
- リングにかけろシリーズ（2004年 - 2011年、ヘルガ） - 4シリーズ
- ロックマンエグゼ シリーズ（2004年 - 2006年、ライカ） - 4シリーズ

2005年
- サムライチャンプルー（達之進）
- SPEED GRAPHER（辻堂）
- IZUMO -猛き剣の閃記-（大斗剛）
- ゾイドジェネシス（サマリ）
- ブラック・ジャック（ヒーロー）
- こてんこてんこ（高星切りバサミくん、ヒトデの王子様）

2006年
- エア・ギア（坂東ミツル）
- おろしたてミュージカル 練馬大根ブラザーズ（ユーケル・ハクション）
- 恋する天使アンジェリーク シリーズ（2006年 - 2007年、緑の守護聖マルセル） - 2シリーズ
- 新星輝デュエル・マスターズ フラッシュ（ジンクロウ、サン乃助）
- 武装錬金（蛙井）

2007年
- Yes!プリキュア5（2007年 - 2009年、カワリーノ、社員） - 2シリーズ
- CLAYMORE（リガルド）
- 祝!(ハピ☆ラキ)ビックリマン（魯神フッド / 神帝フッド）

2008年
- 伯爵と妖精（ニコ）

2009年
- 怪談レストラン（甲本ショウ）
- 鋼殻のレギオス（ディクセリオ・マスケイン）
- ねぎぼうずのあさたろう（にんじんの勝蔵）
- メタルファイト ベイブレード（2009年 - 2010年、深海流太郎）

2010年
- ドラえもん（テレビ朝日版第2期）（野比のび助〈子供時代〉）

2012年
- トリコ（大竹）

2013年
- 宇宙戦艦ヤマト2199（サレルヤ・ラーレタ）※2012年劇場先行公開
- 探検ドリランド -1000年の真宝-（Dr.プラー）

2014年
- ディスク・ウォーズ:アベンジャーズ（ウィップラッシュ）
- ヒーローバンク（頼合シュウト）
- マジンボーン（ドロッサス）

2018年
- 魔法少女 俺（改造人間三豪 / 藤本三豪）
- ムヒョとロージーの魔法律相談事務所（平田残雪）

2019年
- 名探偵コナン（今野美千代 / 沼垣大八）

### 劇場アニメ
1992年
- 銀河英雄伝説外伝 黄金の翼

1994年
- クレヨンしんちゃん ブリブリ王国の秘宝（ディレクター）
- ライヤンツーリーのうた（北畠信一）

1995年
- ドラゴンボールZ 龍拳爆発!!悟空がやらねば誰がやる（タピオン）

1997年
- 新世紀エヴァンゲリオン劇場版（日向マコト） - 2作品

1998年
- 機動戦士ガンダム 第08MS 小隊ミラーズ・リポート（ミケル・ニノリッチ）

2005年
- ロックマンエグゼ 光と闇の遺産（ライカ）

2007年
- 河童のクゥと夏休み（東京タワーの職員）
- ヱヴァンゲリヲン新劇場版（2007年 - 2021年、日向マコト） - 4部作

2010年
- 劇場版 怪談レストラン（甲本ショウ） - アニメーションパート
- 劇場版メタルファイト ベイブレードVS太陽 灼熱の侵略者ソルブレイズ（深海流太郎）

2012年
- スクライド オルタレイション QUAN（来夏月爽）

2019年
- タマ&フレンズ〜タマとふしぎな石像〜（岡本たけし）

### OVA
1991年
- 銀河英雄伝説

1992年
- ハンサムな彼女（実）

1993年
- アルスラーン戦記 汗血公路（ジャスワント）
- 伊藤潤二 恐怖マンガCollection 富江（淵）
- 創竜伝（藍采和）
- その気にさせてよmyマイ舞（漁太）
- 横浜ばっくれ隊（文吾）

1994年
- 宇宙の騎士テッカマンブレードII（デッドエンド）
- KIZUNA -絆-
- キャプテン翼 最強の敵!オランダユース（新田瞬、G・カイザー）
- 湘南純愛組!（朝倉良明）
- なつきクライシス（楼部）
- 覇王大系リューナイト アデュー・レジェンド（1994年 - 1995年、アデュー）
- 新世紀GPXサイバーフォーミュラZERO（1994年 - 1995年、アンリ・クレイトー）
- リカちゃんとヤマネコ 星の旅（カオル）

1995年
- スライム冒険記（タタック）
- 覇王大系リューナイト アデュー・レジェンドII（1995年 - 1996年、アデュー）
- YAMATO2520（コンマン）

1996年
- 覚悟のススメ（藤井ぴょん助）
- 機動戦士ガンダム 第08MS小隊（ミケル・ニノリッチ）
- シャーマニックプリンセス（リオン）
- TWIN SIGNAL〜ファミリーゲーム〜（シグナル）
- 覇王大系リューナイト アデュー・レジェンド・ファイナル（アデュー）
- 元祖爆れつハンター（シリウス）
- 新世紀GPXサイバーフォーミュラ EARLYDAYS RENEWAL（アンリ・クレイトー）
- 新世紀GPXサイバーフォーミュラSAGA（アンリ・クレイトー）

1997年
- 世紀末麗魔伝キメイラ（スン）
- テラ・ストーリー（ケイスケ）
- 勇者指令ダグオン 水晶の瞳の少年（風祭翼 / ウイングヨク）

1998年
- クイーン・エメラルダス（ラメール）
- でたとこプリンセス（蒟蒻村長）
- 夢で逢えたら（フグ野マスオ）

1999年
- Weiß kreuz　Verbrechen〜Strafe（オミ〈月夜野臣〉）
- 快刀乱麻 THE ANIMATION（御影真幌）
- 機動戦士ガンダム 第08MS小隊 ラスト・リゾート（ミケル）
- ハイスクール・オーラバスター 光の誕生（崎谷亮介）
- はれときどきぶた（ワタナベくん） - 2作品
- 新世紀GPXサイバーフォーミュラSIN（アンリ）

2006年
- ぞくぞく村のオバケたち（風船男）

2012年
- 謎の彼女X（松笛篁臣）

### Webアニメ
- ベイウォーリアーズ サイボーグ（2015年、ラモン）
- スーパードラゴンボールヒーローズ プロモーションアニメ（2022年、タピオン）

### ゲーム
1993年
- 藤子不二雄Aの笑ゥせぇるすまん（熊井、アキナ）

1994年
- 爆伝 アンバランスゾーン（はんど宅人）

1995年
- アークザラッド（アーク）
- アンジェリークSpecial（緑の守護聖マルセル）
- ぼのぐらし（ぼのぼの）
- 負けるな!魔剣道2（マサッカー） - PlayStation版

1996年
- アークザラッドII（アーク）
- アポなしギャルズ お・り・ん・ぽ・す（蒔田撤）
- アンジェリークSpecial2（緑の守護聖マルセル）
- いまどきのバンパイア（フェイド）
- 覚悟のススメ（ぴょん助）
- キャプテン翼J GET IN THE TOMORROW（岬太郎）
- 新世紀エヴァンゲリオン（日向マコト）
- スターオーシャン（ラティクス・ファーレンス）

1997年
- アルナムの翼 焼塵の空の彼方へ（クスミダ）
- アルバレアの乙女（レオン・デュランダール）
- 新世紀エヴァンゲリオン 鋼鉄のガールフレンド（日向マコト、ムサシ、黒服B）
- 同級生2（西御寺有友）
- ミニ四駆 爆走兄弟レッツ&ゴー!!WGP HYPER HEAT（カルロ）
- 魔法学園LUNAR!（ウィン）

1998年
- アンジェリーク デュエット（緑の守護聖マルセル）
- アンジェリーク 天空の鎮魂歌（緑の守護聖マルセル）
- SDガンダム GGENERATION（1998年 - 2025年、ミケル・ニノリッチ、アディン・バーネット、クロト・ブエル、ユリウス・フォン・ギュンター） - 13作品
- エンドセクター（主人公）
- 金田一少年の事件簿2 地獄遊園殺人事件（佐木竜二）
- 新世代ロボット戦記ブレイブサーガ（ドリルボーイ、風祭翼 / ダグウイング）
- ゼロ・パイロット 〜銀翼の戦士〜（如月上飛曹）
- どきどき ON AIR（結城比呂）
- 爆走兄弟レッツ&ゴー!! エターナルウィングス（カルロ）
- ブラックマトリクス（ピリポ）※セガサターン版
- みさきアグレッシヴ!（杠格児）
- リアルバウト餓狼伝説2（アルフレッド）
- リアルバウト餓狼伝説スペシャル DOMINATED MIND（アルフレッド）

1999年
- いつか、重なりあう未来へ（ブラウ・マイスター）
- 新世紀エヴァンゲリオン（日向マコト）
- 新世紀GPXサイバーフォーミュラ 新たなる挑戦者（アンリ・クレイトー）
- 火魅子伝〜恋解〜（寝太郎）
- ブラックマトリクス AD（ピリポ）※ドリームキャスト版

2000年
- アンジェリーク トロワ（緑の守護聖マルセル）
- 高機動幻想ガンパレード・マーチ（岩田裕）
- ザ・キング・オブ・ファイターズ'99 EVOLUTION（EXストライカー・アルフレッド）
- 仙界大戦 〜TVアニメーション仙界伝封神演義より〜（太公望）
- 夏色剣術小町（上杉士朗）
- ブラックマトリクス+（ピリポ） - PlayStation版

2001年
- Close to 〜祈りの丘〜（藤碕龍作）
- 仙界通録正史 〜TVアニメーション仙界伝封神演義より〜（太公望）
- テラ・ストーリー 1 Premium 告白（ケイスケ）
- テラ・ストーリー 2 Premium 僕の天使（ケイスケ）

2003年
- アークザラッド 精霊の黄昏（勇者）
- アンジェリーク エトワール（緑の守護聖マルセル）
- ヴィーナス&ブレイブス〜魔女と女神と滅びの予言〜（レオ）
- 想いのかけら -Close to-（藤碕龍作）
- サムライスピリッツ零（徳川慶寅）
- SUNRISE WORLD WAR Fromサンライズ英雄譚（テディアム、来夏月、翼）
- 新世紀エヴァンゲリオン 鋼鉄のガールフレンド2nd（日向マコト）
- 新世紀エヴァンゲリオン2（日向マコト）
- 新世紀GPXサイバーフォーミュラ Road To The INFINITY（アンリ・クレイトー）
- for Symphony 〜with all one's heart〜（有馬啓介）

2004年
- アークザラッドジェネレーション（アーク）
- 機動戦士ガンダムSEED 終わらない明日へ（クロト・ブエル）
- 機動戦士ガンダムSEED DESTINY（クロト・ブエル）
- サムライスピリッツ零SPECIAL（徳川慶寅）
- スーパーロボット大戦GC（ミケル・ニノリッチ）
- Cherryblossom 〜チェリーブロッサム〜（芦原梗介）

2005年
- 怪盗アプリコット（桐生恭介）
- 機動戦士ガンダムSEED 連合vs.Z.A.F.T（クロト・ブエル）
- 機動戦士ガンダムSEED DESTINY GENERATION of C.E.（クロト・ブエル）
- 新世紀勇者大戦
- 第3次スーパーロボット大戦α 終焉の銀河へ（クロト・ブエル）

2006年
- 機動戦士ガンダムSEED DESTINY 連合vs.Z.A.F.T.II（クロト・ブエル）
- シークレット オブ エヴァンゲリオン（日向マコト）
- 新世紀エヴァンゲリオン 鋼鉄のガールフレンド 特別編（日向マコト、ムサシ・リー・ストラスバーグ）
- 新世紀エヴァンゲリオン2 造られしセカイ -another cases-（日向マコト）
- スーパーロボット大戦XO（ミケル・ニノリッチ）
- テイルズ オブ ファンタジア -フルボイスエディション-（デミテル）
- ドラゴンボールZ Sparking!（2006年 - 2024年、デンデ〈初代〉、タピオン） - 3作品

2007年
- エルヴァンディアストーリー（アシュレイ）
- 名探偵エヴァンゲリオン（日向マコト）
- リーズのアトリエ 〜オルドールの錬金術士〜（マノン・アレクシス）
- 令嬢探偵〜オフィスラブ事件慕〜（浅海達弥）

2008年
- ドラゴンボールZ インフィニットワールド（デンデ〈幼年期 / 青年期〉）

2009年
- シャイニング・フォース フェザー（ギャオン）
- スーパーロボット大戦NEO（アデュー・ウォルサム）
- テイルズ オブ グレイセス（レイモン・オズウェル）
- 伯爵と妖精 〜夢と絆に想いを馳せて〜（ニコ）

2010年
- ガンダムアサルトサヴァイブ（クロト・ブエル）
- 機動戦士ガンダム エクストリームバーサス（クロト・ブエル）
- TAKUYO Mix Box 〜ファーストアニバーサリー〜（有馬啓介、芦原梗介）
- メタルファイト ベイブレード 爆神スサノオ襲来!（深海流太郎）
- メタルファイト ベイブレード ポータブル 超絶転生! バルカンホルセウス（深海流太郎）
- メタルファイト ベイブレード 頂上決戦!ビッグバン・ブレーダーズ（深海流太郎）

2011年
- 機動戦士ガンダム 新ギレンの野望（ミケル・ニノリッチ）

2012年
- 機動戦士ガンダム オンライン（ミケル）
- 機動戦士ガンダム エクストリームバーサス フルブースト（クロト・ブエル）
- 機動戦士ガンダムSEED BATTLE DESTINY（クロト・ブエル）
- ドラゴンボールヒーローズ（2012年 - 2019年、タピオン） - 6作品

2013年
- スーパーロボット大戦Operation Extend（ミケル・ニノリッチ、アデュー・ウォルサム）
- トリコ グルメガバトル!（大竹）

2015年
- ドラゴンボールZ 超究極武闘伝（デンデ、タピオン）
- アンジェリーク ルトゥール（緑の守護聖マルセル）

2017年
- 機動戦士ガンダム エクストリームバーサス マキシブースト ON（クロト・ブエル）
- ガンダムバーサス（クロト・ブエル）
- ドラゴンボール ゼノバース2（タピオン）

2018年
- 機動戦士ガンダム エクストリームバーサス2（2018年 - 2025年、クロト・ブエル） - 4作品
- スターオーシャン:アナムネシス（ラティクス・ファーレンス）

2019年
- スーパーロボット大戦X-Ω（アデュー・ウォルサム）
- スターオーシャン1 First Departure R（ラティクス・ファーレンス）

2021年
- スーパーロボット大戦30（ドリルボーイ）

2023年
- STAR OCEAN THE SECOND STORY R（ラティクス・ファーレンス）

2024年
- 機動戦士ガンダム アーセナルベース（クロト・ブエル）

2025年
- ファイアーエムブレム ヒーローズ（ミデェール）

### ドラマCD
- アークザラッドII 炎のエルク（ナレーション）
- Apocripha/0 〜Blue Tail in the cross〜（アプラサス）
- イノセント・サイズ（四方深雪）
- Weiß kreuz シリーズ（オミ〈月夜野臣〉 / 鷹取衛）
- GATENなアイツ（松本優作）
- きらきら馨る シリーズ（弾正尹宮）
- 9番目のムサシ（橘慎悟）
- 勝負は時の…運だろ?（夏目北斗）
- 好きなものは好きだからしょうがない!! シリーズ（クリス）
- スクライド サウンドエディション2（来夏月爽）
- スクライド設定資料集特典ドラマCD（来夏月爽[44]）
- スターオーシャンEXシリーズ（クロード・C・ケニー）
- 仙界伝 封神演義 外伝（太公望、ジュン）
- DOUBLE CALL シリーズ（堀田聖）
  - DOUBLE CALL 1
  - DOUBLE CALL 2
  - DOUBLE CALL 4 〜放物線の彼方1〜
  - DOUBLE CALL 5 〜放物線の彼方2〜
  - DOUBLE CALL 6 〜放物線の彼方3〜
  - DOUBLE CALL 7 〜放物線の彼方4〜
- TARAKOぱっぱらパラダイス（タット）
- TWIN SIGNAL（シグナル）
- DEAR BOYS（哀川和彦）
- ディスコミュニケーション（松笛たか臣）
- 天使禁猟区 物質（アッシャー）界編-3 迷走輪廻（リーインカーネーション・ナウ）（ラジエル）
- 東京ミッドナイト シリーズ（三原真琴）
  - 東京ミッドナイト
  - 東京ハードナイト
  - 新・東京ミッドナイト
- Top of the World（Top of the World, This Masqueradeを歌唱）
- トリニティ・ブラッド R.A.M 1 - 3（ディートリッヒ·フォン・ローエングリューン）
- ハイスクール・オーラバスター（崎谷亮介）
- 覇王大系リューナイト シリーズ（アデュー・ウォルサム）
  - 覇王大系リューナイト CDシネマ 1「ブラボー砦の決闘」
  - 覇王大系リューナイト CDシネマ 2 - 4「ティア・ダナーンの闘い」
  - アースティア密着24時 世界まるごとリューナイト
  - 続・アースティア密着24時 世界まるごとリューナイトテレビ
  - 呪われたアデュー! リュー使い最大の危機!!
  - 覇王大系リューナイト外伝 聖騎士の約束（アレク）
  - 覇王大系リューナイト CDシネマ「カイオリスへの旅立ち」
- 伯爵と妖精 シリーズ（ニコ）
  - 伯爵と妖精 プロポーズはお手やわらかに
  - 伯爵と妖精 紳士の射止めかた教えます
  - DJCD「伯爵と妖精」〜ニコの妖精お茶会〜
- 遙かなる時空の中で 舞一夜〜熾火〜（清原雅信）
- 新世紀GPXサイバーフォーミュラ シリーズ（アンリ・クレイトー）
  - 新世紀GPXサイバーフォーミュラ PICTURELAND2 白銀の対決
  - 新世紀GPXサイバーフォーミュラSAGA ROUND2 マスコットギャルズ・パニック
  - 新世紀GPXサイバーフォーミュラSAGA ROUND3 トラップ・オブ・ケルベロス
  - 新世紀GPXサイバーフォーミュラSAGA ROUND5 SAKURA
- VELVET UNDERWORLD「Fragment story #0 “The Fool”」（帝王世界）
- ぽっぷるメイル The Next Generation（タット）
  - ぽっぷるメイルパラダイス（タット）
- 魔神英雄伝ワタル外伝 CDシネマ ピュアピュアヒミコ 第一巻 - 第四巻（コンチ、サンチ）
- 勇者警察ジェイデッカー CDミステリー劇場 「謎の招待状〜今、真実が明かされる時〜」（ドリルボーイ）
- 勇者指令ダグオンシリーズ（風祭翼）
  - 〜スペシャルドラマ1〜「選挙で激突! トライダグオン」
  - 〜スペシャルドラマ2〜「サルガッソB級宇宙人十番勝負」
  - 〜スペシャルドラマ3〜「山海高校ミステリーツアー〜湯けむり美少女失踪事件」
  - CDシネマ1 〜春はあけぼの〜
  - CDシネマ2 〜夏のツー・ショット〜
  - CDシネマ3 〜それぞれの秋〜
  - CDシネマ4 〜冬、来たりなば…〜
  - スペシャルドラマ 〜いいやつ〜
  - スペシャルドラマ2 〜悪いやつ〜
- るろうに剣心 -明治剣客浪漫譚-（相楽左之助〈幼少期〉）
- ワンダーBOY〜My Dear Wonder〜（百合村満）
- ヴァイスクロイツ（Weiß）
  - 前期オープニングテーマ『Velvet Underworld』
  - 後期オープニングテーマ『Piece Of Heaven』
  - 前期エンディングテーマ『Beautiful Alone』
  - 後期エンディングテーマ『It's Too Late』

### 吹き替え

#### 映画
- アイ,ロボット（ファーバー〈シャイア・ラブーフ〉）※ソフト版
- アメリカン・グラフィティ（カルロス〈マヌエル・パディージャ・ジュニア〉）※BD版
- インディ・ジョーンズ/最後の聖戦（ハーマン）※フジテレビ版
- エレファント（ジョン〈ジョン・ロビンソン〉）
- クレイジー・イン・アラバマ（ピージョー〈ルーカス・ブラック〉[45]）
- 黒馬物語（ジョー〈アンドリュー・ノット〉）
- 殺しのドレス（ピーター・ミラー〈キース・ゴードン〉）※DVD版
- スモール・ソルジャーズ（アラン・アバーナシー〈グレゴリー・スミス〉）※ビデオ版
- チーム★アメリカ/ワールドポリス（ヘレン・ハント〈トレイ・パーカー〉）
- トニーVSティア/マジカルパワー大激突（トニー〈アイク・アイゼンマン〉）
- ドラキュラ ※DVD通常盤・ビデオ版
- ハービー/機械じかけのキューピッド（レイ・ペイトン・ジュニア〈ブレッキン・メイヤー〉）
- ビバリーヒルズ・コップ3
- マイ・フレンド・フォーエバー ※フジテレビ版
- ミセス・ダウト（クレス〈マシュー・ローレンス〉）※テレビ朝日版
- モンタナへの夢（ニュート）
- ライフ・ウィズ・マイキー（バリー・コーマン〈デヴィッド・クラムホルツ〉）
- ラビリンス/魔王の迷宮（右上のロルフ）※ソフト版
- レンタル・キッズ/お子様貸します!（プランドン）

#### テレビドラマ
- 素晴らしき日々（ランディ・ミッチェル）
- フルハウス（ケビン、15歳のアレックス&ニッキー）
- ブロッサム（ジョーイ・ルソー〈ジョーイ・ローレンス〉）

#### アニメ
- サウスパーク（スタン・マーシュ 他）※WOWOW版
- シャーロックホームズ 赤の怪事件（売り子A）
- シュレックシリーズ（クッキーマン）
  - シュレック
  - シュレック4-Dアドベンチャー
  - シュレック2
  - シュレック3
  - シュレック 泥んこコレクション
  - シュレックの愉快なクリスマス
  - シュレック フォーエバー
- G.I.ジョー ザ・ムービー（ブザー、通信兵テレバイパー）
- ドナルドの腕白時代（天使のドナルド）
- ピノキオ（ジェームス先生、スペシャル・エディション）
- モンタナ・ジョーンズ（トシバ）
- ライオン・キングのティモンとプンバァ（サイモン）

### 特撮
- 動物戦隊ジュウオウジャー（2016年、サグイルブラザーズの声）

### ラジオ
- Weiß kreuz
  - Weiß kreuz FM
  - Weiß kreuz In the air/In Store
- 覇王大系リューナイト（1995年10月 - 1996年4月）
- 土曜の夜ですウハウハ大放送 アニメストリート（1999年5月 - 2005年3月25日）
- ヒロチエ!ラジオアニメイト（2000年 - 2002年3月）
- 魔神英雄伝ワタル外伝 ピュアピュアヒミコ（コンチ）
- 結城比呂の知らぬがほっとけ
- ラジオコロちゃんパック
- Webラジオ「伯爵と妖精」〜ニコの妖精お茶会〜（アニメイトTV：2008年10月10日 - 2008年12月19日）
- 結城比呂と金月真美の東京ルナティックパーティ（SeY-web）

### CD-ROM
- アンジェリーク スクリーンカクテル（マルセル）
- Weiß Kreuz Collection（オミ / 月夜野臣）
- 新世紀エヴァンゲリオン コレクターズディスク（日向マコト）
- 仙界伝 封神演義 封神プロジェクト「起動」編（太公望）
- ラジロム ナイト
- ラジロム ブランチ

### CM
- ケロッグ・コーンフレーク（東京理科大学）
- ゲーム・サウルス'93
- ブロッサム
- hiro〜sepia（TV CM．日本コロムビア）
- スーパーロボット大戦NEO ※本作に参戦している『リューナイト』のアデュー・ウォルサムとして

### テレビ番組
- トリビアの泉 〜素晴らしきムダ知識〜（2006年） - 「声優を決めるプロが考える工事現場の看板の声は」の1人として参加

## プロデューサー
- 最終神話戦争イデアオペラ オリジナルドラマCD 第1章 罅割れたミュトス（2006年）
- 最終神話戦争イデアオペラ オリジナルドラマCD 第2章 彷徨う冥界の扉（2006年）

### シリーズ一覧
1. ↑  第1期（1996年）、第2基『WGP』（1997年）
2. ↑  第1期（1998年） 第2期『グリーエン』（2002年 - 2003年）
3. ↑  第1期『1』（2004年）、第2期『-日米決戦編-』（2006年）、第3期『景道編』（2010年）、第4期『世界大会編』（2011年）
4. ↑  第2シリーズ『AXESS』（2004年）、第3シリーズ『Stream』（2004年 - 2005年）、第4シリーズ『BEAST』（2005年 - 2006年）、第5シリーズ『BEAST+』（2006年）
5. ↑  第1期『心のめざめる時』（2006年）、第2期『かがやきの明日』（2007年）
6. ↑  『Yes!プリキュア5』（2007年 - 2008年）、続編『Yes!プリキュア5GoGo!』（2008年 - 2009年）
7. ↑  第1弾『シト新生』（1997年）、第2弾『Air/まごころを、君に（1997年）
8. ↑  第1作『序』（2007年）、第2作『破』、第3作『Q（2012年）、第4作『シン・エヴァンゲリオン』（2021年）
9. ↑  『はれときどきぶたの交通安全』（1999年）、『地震用心日記』（1999年）
10. ↑  『GGENERATION』（1998年）、『ZERO』（1999年）、『F』（2000年）、『F.I.F』（2001年）、『SEED』（2004年）、『PORTABLE』（2006年）、『SPIRITS』（2007年）、『WARS』（2009年）、『WORLD』『3D』（2011年）、『OVER WORLD』（2012年）、『CROSSRAYS』（2019年）、『ETERNAL』（2025年）
11. ↑  『NEO』（2006年）、『METEOR』（2007年）、『ZERO』（2024年）
12. ↑  『ヒーローズ』（2012年）、『アルティメットミッション』（2013年）、『アルティメットミッション2』（2014年）、『スーパードラゴンボールヒーローズ』（2016年）、『アルティメットミッションX』（2017年）、『ワールドミッション』（2019年）
13. ↑  『エクストリームバーサス2』（2018年）、『クロスブースト』（2021年）、『オーバーブースト』（2023年）、『インフィニットブースト』（2025年）